# أليخاندرو غارسيا (ملاكم)
أليخاندرو غارسيا (بالإسبانية: Alejandro García)‏ مواليد 18 يوليو 1979 في تيخوانا، هو ملاكم مكسيكي يصنف ضمن فئة الوزن المتوسط. بدأ مسيرته الاحترفية سنة 2000 وفاز في أول 22 نزال.

## إحصائيات
خاض خلال مسيرته 27 نزالا، فاز في 25 ولم يتعادل وخسر في 2. فاز بالضربة القاضية في 24 نزالا.

## روابط خارجية
- أليخاندرو غارسيا على موقع بوكس ريك (الإنجليزية) (registration required)